# جون لوكاس (لاعب كريكت)
جون لوكاس (12 يونيو 1922 - 18 مايو 2008 في كندا) (بالإنجليزية: John Lucas)‏ هو لاعب كريكت باربادوسي. شارك مع منتخب كندا الوطني للكريكت ومنتخب باربادوس الوطني للكريكت.